# Commandant en chef de l'Amérique du Nord

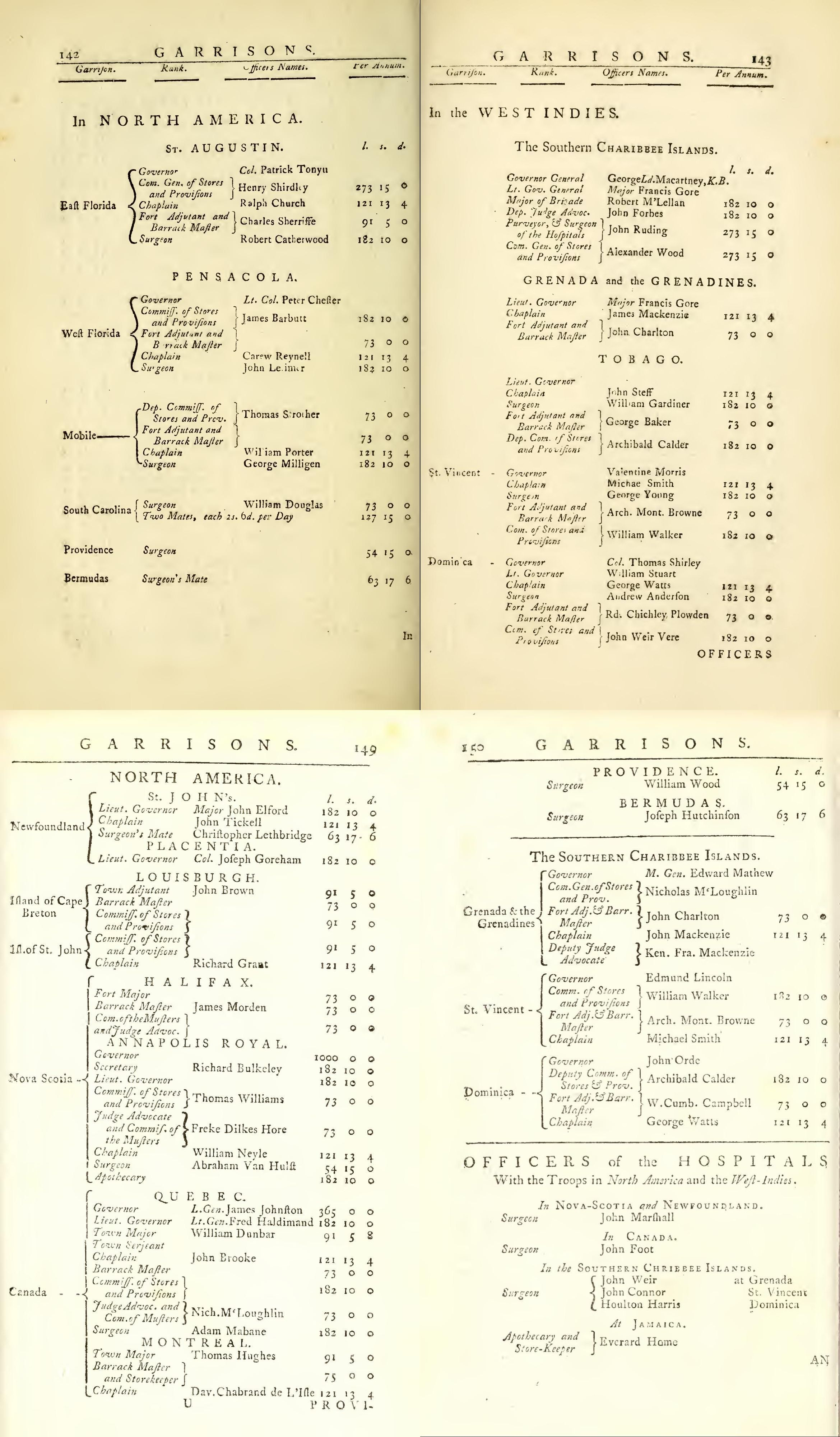
Les gouverneurs militaires et officiers d’état-major dans les garnisons de l’Amérique du Nord britannique et des Antilles 1778 et 1784

Le poste de commandant en chef de l'Amérique du Nord était un poste militaire de l'armée britannique. Le poste a été établi en 1755 au début de la guerre de Sept Ans. Les titulaires de ce poste étaient généralement responsables du personnel et des activités militaires terrestres dans et autour des territoires de l'Amérique du Nord que la Grande-Bretagne contrôlait ou contestait.
Le poste a continué d'exister jusqu'en 1775, lorsque le lieutenant-général Thomas Gage, le dernier titulaire du poste, a été remplacé au début de la Guerre d'indépendance des États-Unis. Les responsabilités du poste sont alors divisées : le major général William Howe devient commandant en chef de l'Amérique, responsable des troupes britanniques de la Floride occidentale à la colonie de Terre-Neuve, et le général Guy Carleton devient commandant en chef du Québec, responsable de la défense de la province de Québec.
Cette division des responsabilités persiste après l'indépendance américaine et la perte de la Floride orientale et occidentale dans le Traité de Paris de 1783. Un officier reçoit l'affectation pour la province de  Québec, qui deviendra plus tard le commandant en chef des Canadas lorsque la province de Québec sera divisée en Haut et Bas-Canada, tandis qu'un autre officier est affecté à Halifax avec la responsabilité des affaires militaires dans les provinces maritimes.